# Kenneth H. Jackson
Kenneth H. Jackson, född 1 november 1909 i Beddington i Surrey, död 20 februari 1991, var en engelsk lingvist och översättare som specialiserade sig på de keltiska språken.